# Liste des bibliothèques de Florence

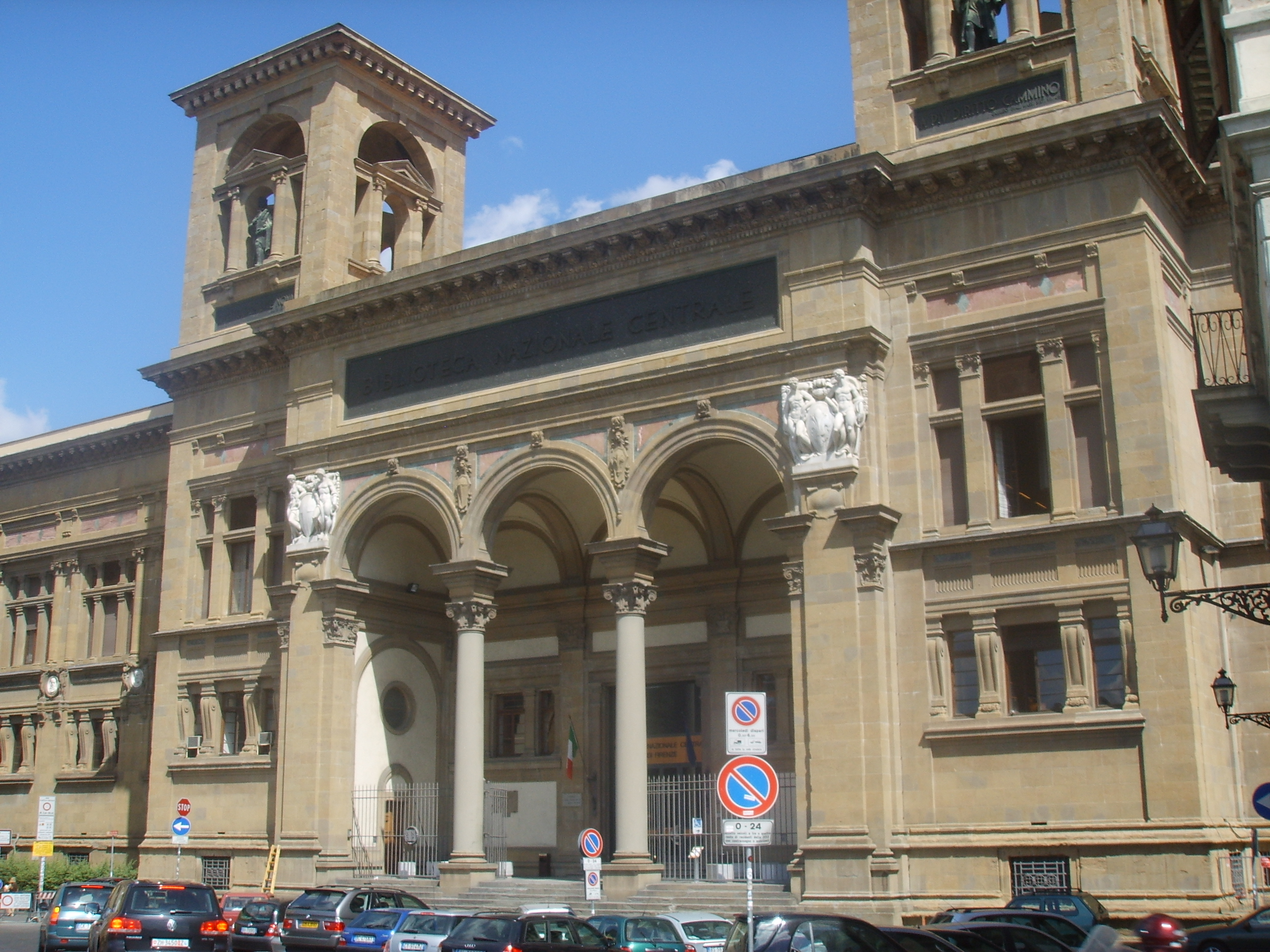
BNCF

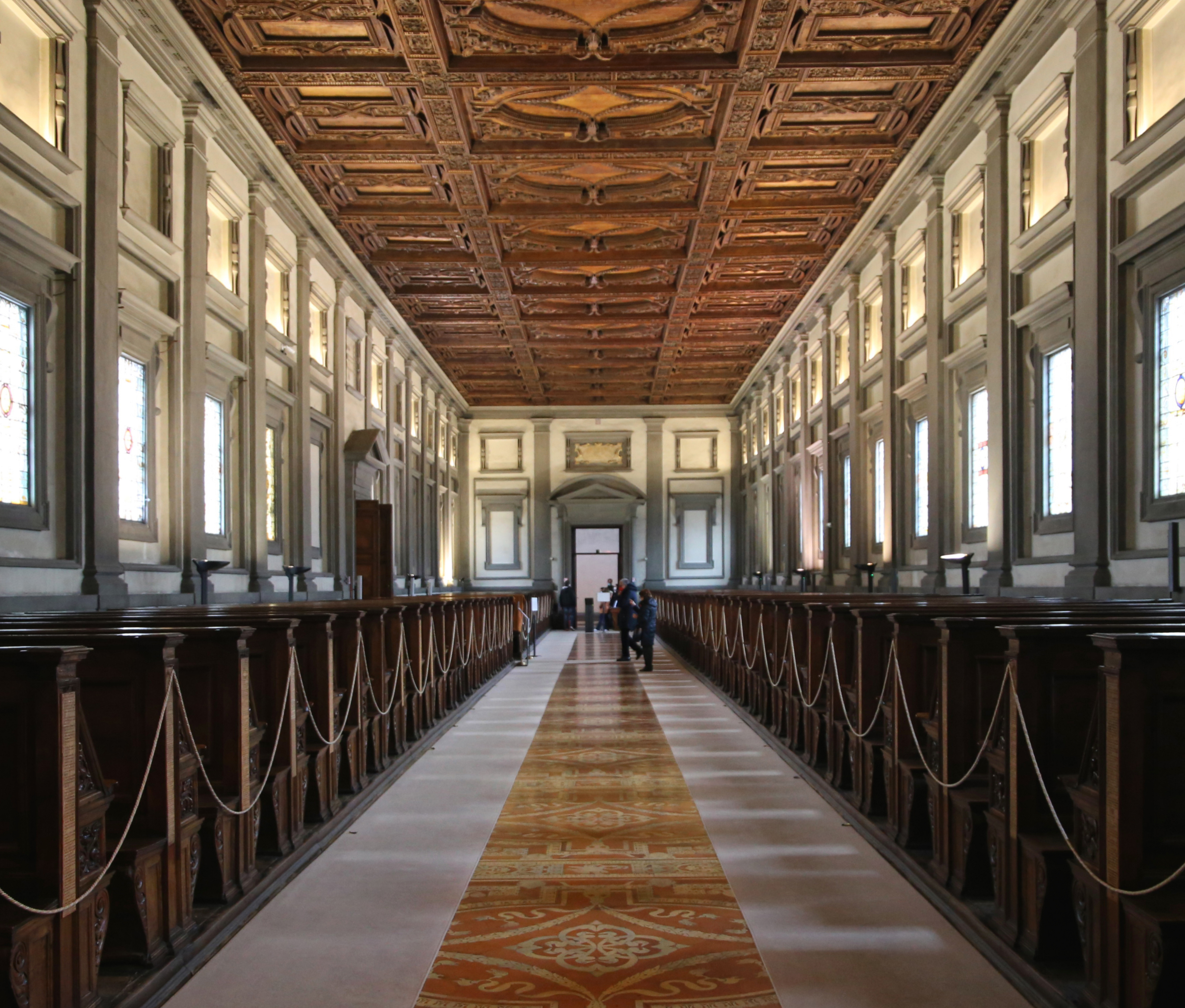
Salle de lecture de la Bibliothèque Laurentienne

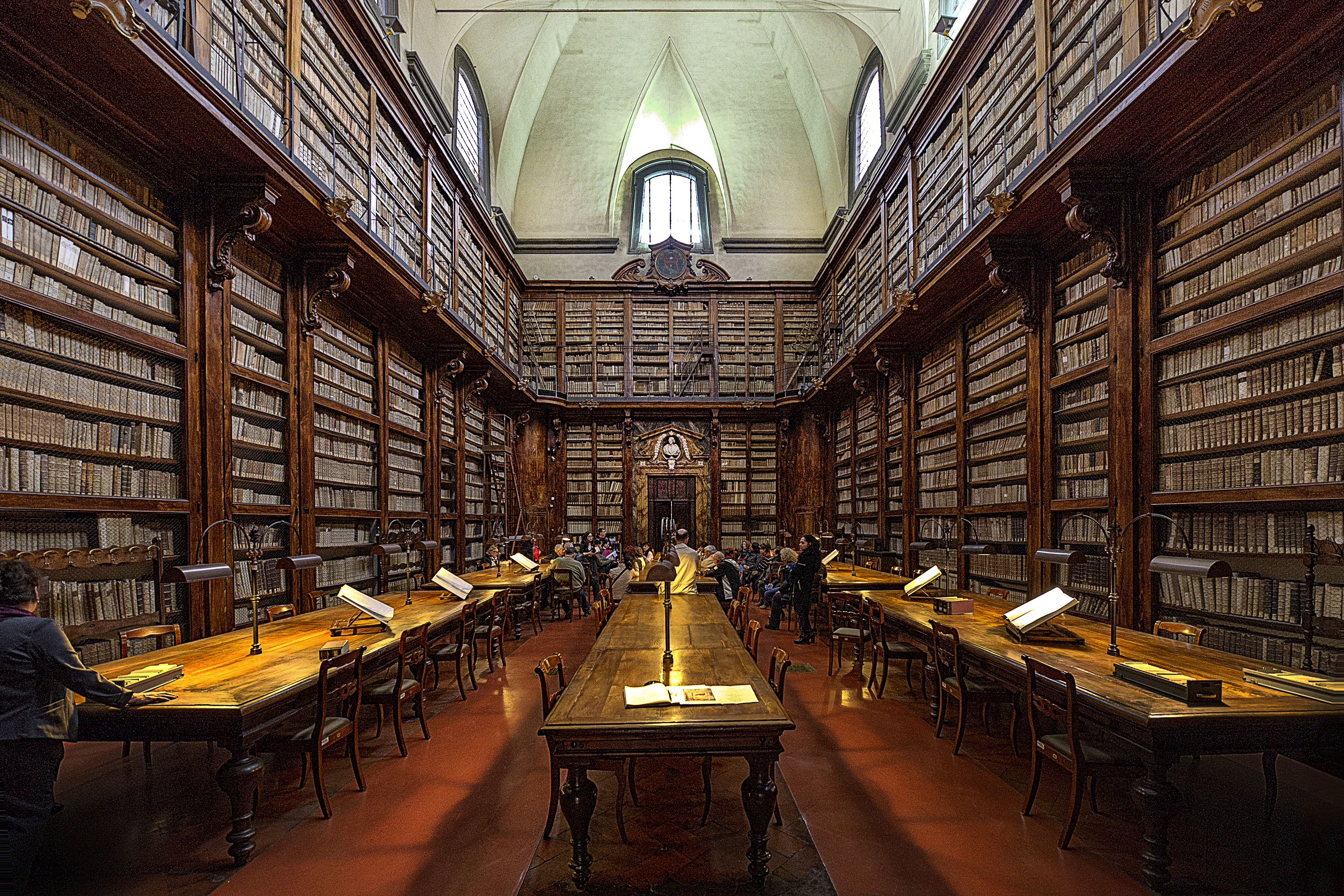
Bibliothèque Marucelliana

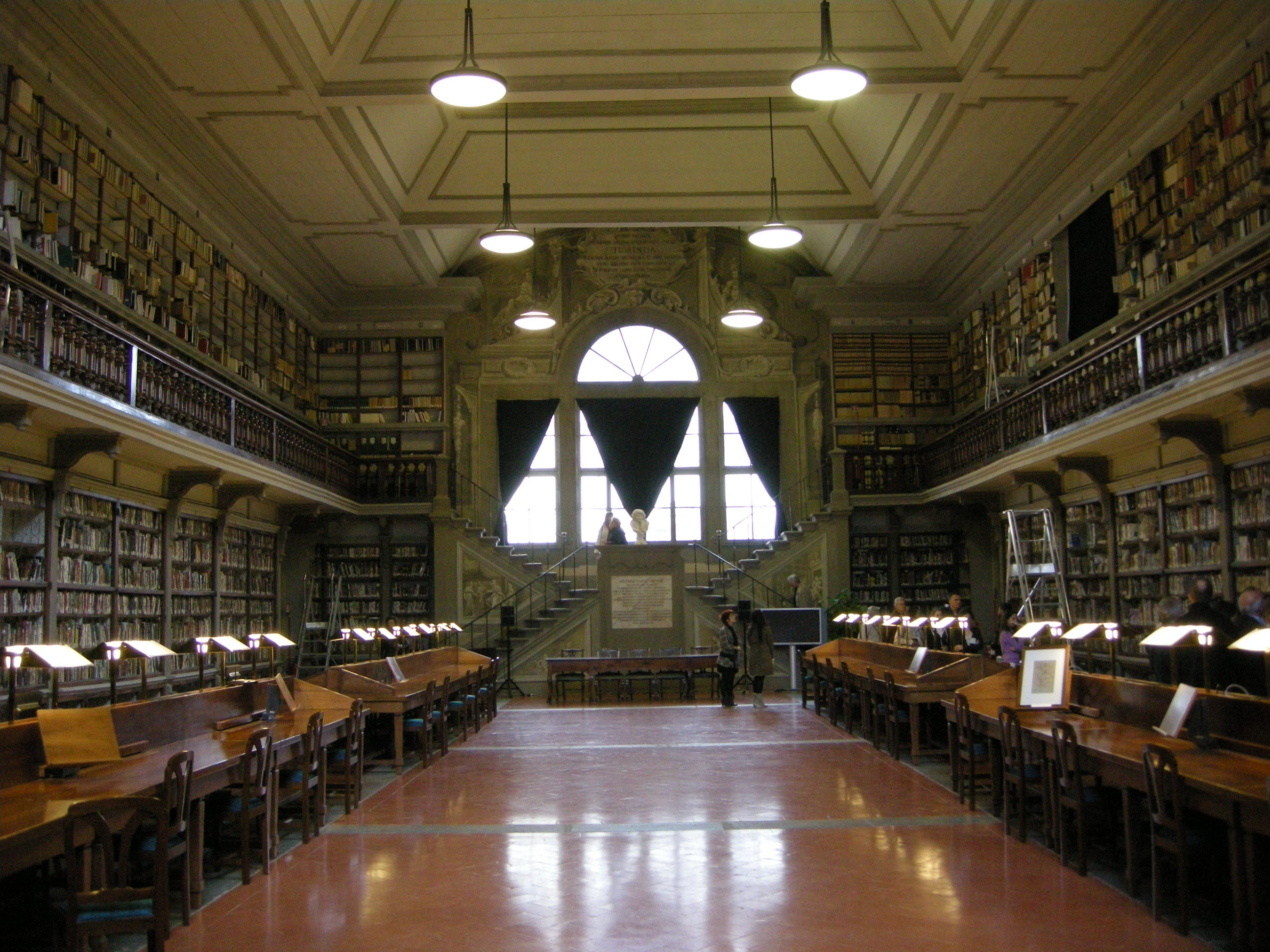
Bibliothèque des Offices

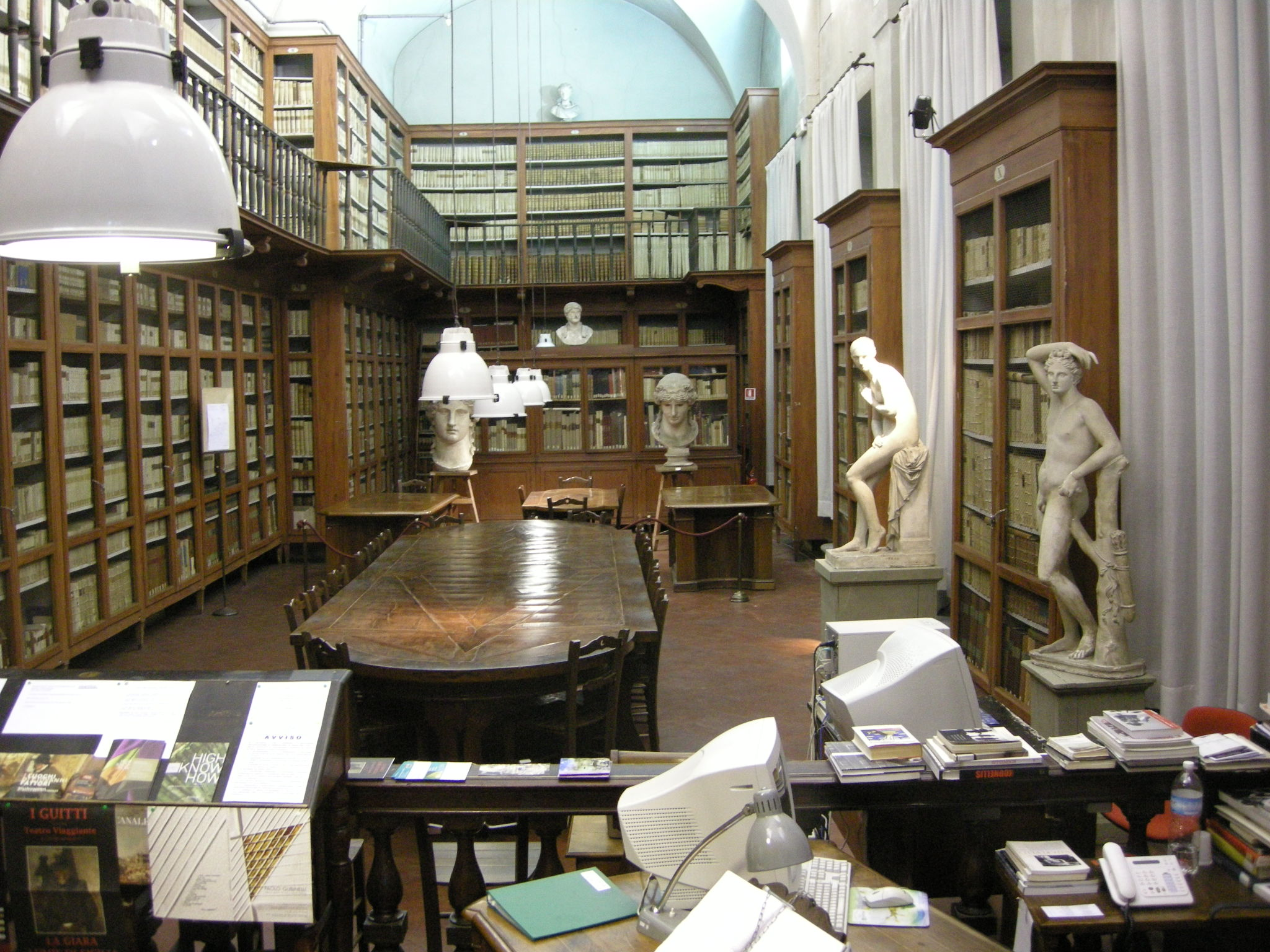
Bibliothèque de l'Académie de dessin

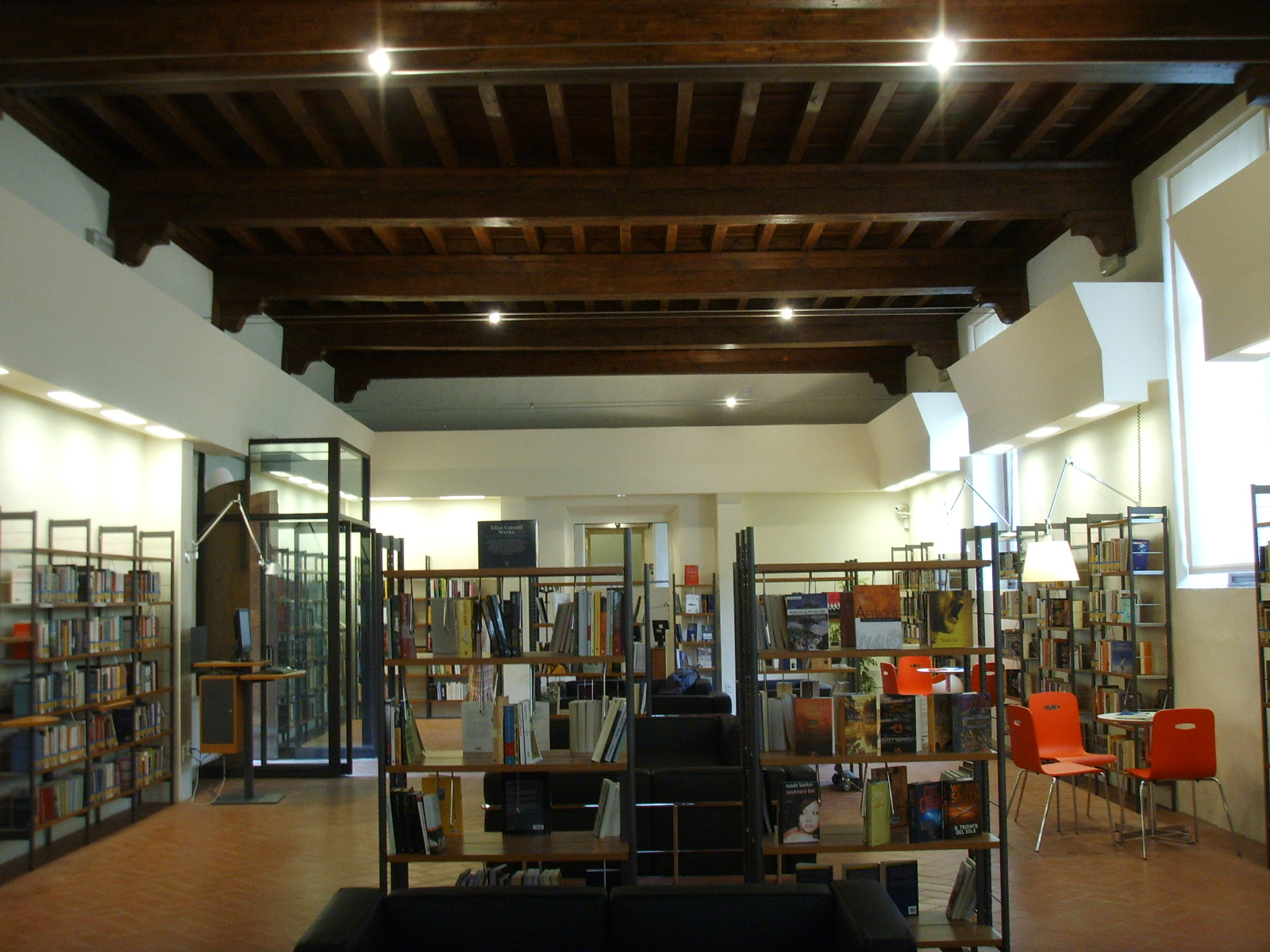
Bibliothèque des Oblates

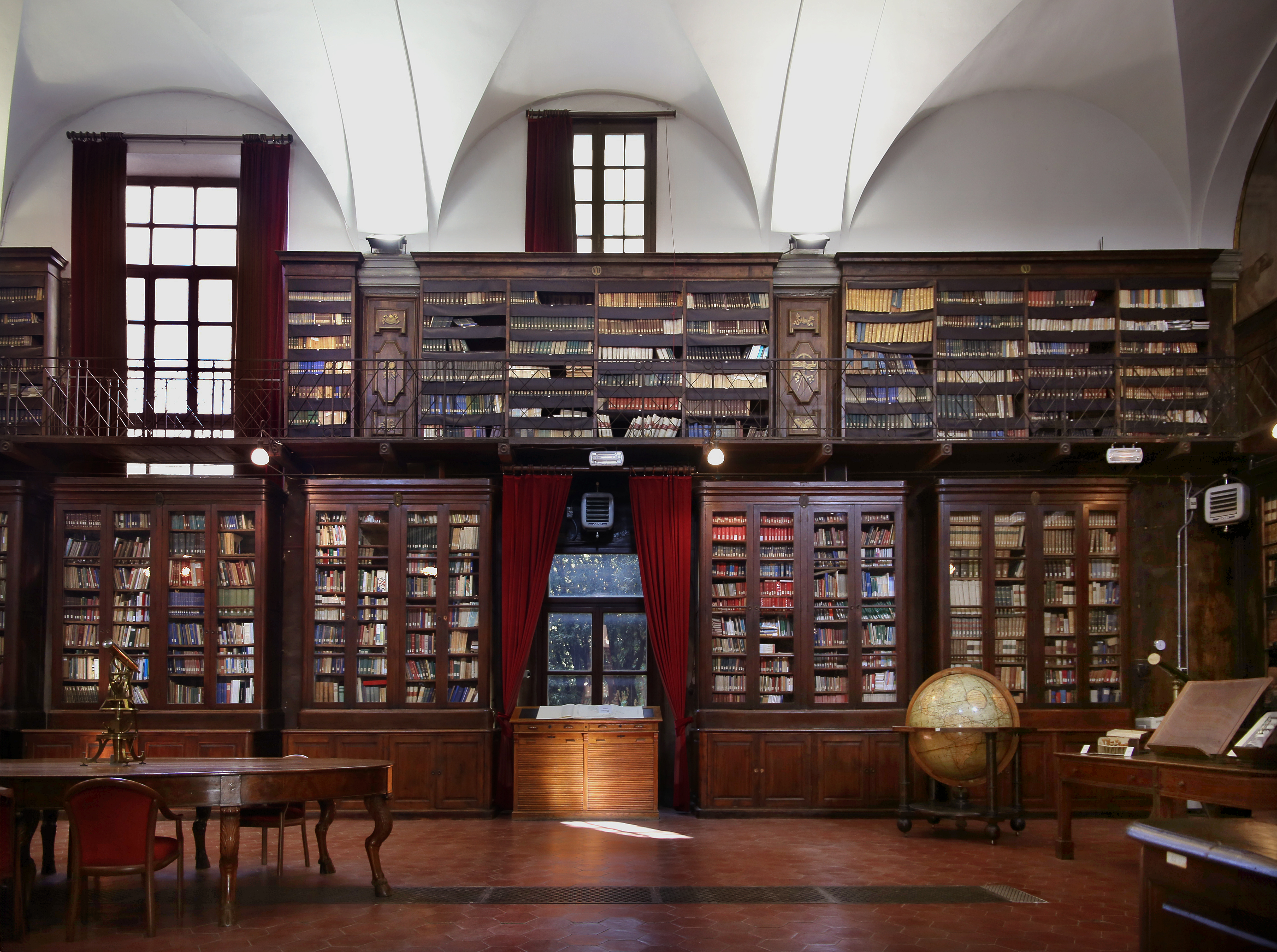
Bibliothèque de l'Institut Géographique Militair

Cette liste des Bibliothèques de Florence recense les collections organisées de livres ouvertes au public dans l'une des capitales mondiales de l'art et de la culture, la ville toscane de Florence.

## Bibliothèques nationales
Bibliothèque nationale centrale
Elle est une des plus importantes bibliothèques européennes et la plus grande bibliothèque d'Italie. Y sont réunis 5 627 205 volumes imprimés, 2 689 672 opuscules, 24 988 manuscrits, 3 715 incunables. Les rayonnages occupent actuellement 105 km de linéaires, avec une augmentation annuelle de 1 475 mètres. La bibliothèque est accueilli dans un immense complexe situé entre l'Arno et l'arrière des cloîtres de la basilique Santa Croce.
Bibliothèque Laurentienne
Elle conserve une des principales collections de manuscrits (11 044 pièces) au monde, dans des locaux dessinés par Michel-Ange au XVIe siècle (escalier monumental et stalles de lecture), ainsi que 68 405 volumes imprimés, 406 incunables, 4 058 cinquecentine et, une importante collection de papyrus égyptiens. On y accède par le cloître de la basilique San Lorenzo.
Bibliothèque Marucelliana
Possède 40 000 volumes, 500 incunables environ, plus de 2 000 manuscrits et environ 10 000 lettres et documents. Elle se trouve Via Cavour.
Bibliothèque Riccardiana
Appartient à l'Accademia della Crusca et a été fondé en 1600 et se trouve dans le palais Medici-Riccardi. Elle abrite de nombreux ouvrages et manuscrits parmi lesquels le texte original des Triomphes de Pétrarque, l'autographe de l'Histoire de Florence de Machiavel et différentes copies manuscrites de la Divine Comédie.
Bibliothèque Moreniana (it)
Gérée directement par la province de Florence, elle est située, aussi, dans le palazzo Medici-Riccardi et est spécialisée dans l'histoire de Florence et de la Toscane.
Bibliothèque de l'Accademia della Crusca
Abritée dans la villa Medicea di Castello, c'est la plus importante bibliothèque de linguistique et d'histoire de la langue italienne. Actuellement, la bibliothèque conserve environ 122 000 volumes, 147 manuscrits, 41 incunables, 780 revues,... Dans ce patrimoine est, en outre, compris une collection unique au monde, qui décore les parois de la salle centrale de la bibliothèque: le Fondo dei Citati.
Bibliothèque du Cabinet Vieusseux
Elle est hébergée au palais Strozzi.
Bibliothèque et archives du Risorgimento
Son siège est également au palais Strozzi.
Bibliothèque des Offices (ex-bibliothèque Magliabechiana)
Bibliothèque de l'Académie du dessin
Institut géographique militaire
Bibliothèque de documentation pédagogique (it)
Bibliothèque de la Fondation  Spadolini Nuova Antologia (it)
Elle a son siège via Pian dei Giullari et est constituée principalement d'ouvrages d'histoire contemporaine, avec un noyau original (les fonds spadolinien) enrichi ensuite de divers legs.
Bibliothèque de la mode – Polimoda (it)
Une banque de données au service de ceux qui s'occupent de la mode, des étudiants aux designers, des chercheurs aux employés du secteur, et se trouve via Pisana dans la villa Strozzi.
Bibliothèque Luigi Crocetti
Spécialisée dans la bibliologie, archivages et sciences de la documentation, elle a été créée dans les premières années 1970 par Luigi Crocetti, alors dirigeant des bibliothèques de la région Toscane.
Bibliothèque de l'Institut français de Florence

## Bibliothèques municipales
- Bibliothèque municipale principale (it)
- Bibliothèque Santa Maria Sopra Porta (it)
- Bibliothèque Pietro Thouar (it)
- Bibliothèque des Carra (it)
- Bibliothèque  des Oblates (it)